# Обични граб
Граб (Carpinus betulus), научни назив рода Carpinus потиче од римског назива, а епитет врсте betulus = брезин, добио је због сродности са њом. У народу се још назива и бели граб (за разлику од црног граба (Ostrya carpinifolia Scop.)), белограбица, белограб, габар, габер, габр....

## Опис врсте
Граб је листопадно једнодомо дрво средње величине са конусном круном која у старости постаје изразито засвођена и округла, често је са кривудавим гранама. Висина 10-20 (25) m, ширина круне 7-12 (16/18) m, прсни пречник до 70 cm. Дебло је често са жлебовима, а кора глатка и светлосива. Младе гранчице мрке, сјајне, понекад длакаве, витке. Пупољци вретенасти, зашиљени, 5-8 mm дуги, са бројним, по ободу трепавичастим љуспама црвеномрке боје, голи. Годишњи прираст 35 cm у вис и 25-30 cm у ширину. Корен се шири претежно радијално и хоризонтално до дубине 1,4 m, велики проценат жиличастих коренова је у површинском слоју. 
Листови наизменични, јајасти до издужено јајасти, 5-10 cm дуги и 3-6 cm широки, зашиљени, при основи срцасти или заобљени, са 10-15 пари бочних нерава, светлозелени. Лисна петељка 8-15 mm дуга, маљава. Јесења боја бљештаво жута, листови често остају на гранама до наредног пролећа.
Једнодома биљка са мушким и женским цветовима у неупадљивим ресама. Цветови се појављују за време листања. Мушке ресе 4-6 cm дуге и 1 cm широке; женске цилиндричне, до 2 cm дуге. 
Плод је мала орашица са трорежњевитим приперком у светлозеленим висећим издуженим, густим гроздовима до 15 cm дугим и до 6 cm широким, у октобру.
- Дебло са жлебовима, и глатка светлосива кора.
- Хоризонтално ширење корена типично за граб.
- Јесењи колорит граба.
- Дрво.
- Топијарне форме од граба (Eyrignac Manor - Велика Британија).
- Лист и плод.

## Ареал
Високо листопадно дрво западне и јужне Европе, југозападне Азије и Кавказа. Код нас је веома распрострањена врста која ретко прави чисте састојине, али улази као едификатор у већи број мезофилних шумских заједница у низинском и брдском појасу.

## Биоеколошке карактеристике
Подноси и директну осунчаност и сенку. Отпоран је према мразу па може да успева и на мразиштима. Расте на влажним, до умерено влажним, дубоким земљиштима од киселих до алкалних (изразито кисело земљиште му не одговара); може да се развија и на песковитим и глиновитим земљиштима ако нису претерано сиромашна, толерише висок ниво подземних вода, и кратка плављења, али не и забарена земљишта. Осетљив на ремећење – пресадњу. Толерантан на ветар и припеку, топлољубив је, живи до 150 година, у почетку је спорог раста.

## Примена
Својим лишћем граб поправља земљиште. Дрво граба је тврдо и жилаво, тешко се цепа. Има разноврсну примену у занатству, а за огрев је одлично. Граб има јаку изданичку снагу из пања и жила. 
Врло отпоран на интензивно орезивање и брзо се враћа на претходну форму па може успешно да се употребљава за веома ефектне и дуготрајне живе ограде различите висине као и топијарне форме. При изградњи већих група и масива у зеленим просторима може да се користи као дрво другог реда (подстојна врста).